# Sandy van Ginkel
Pour les articles homonymes, voir Van Ginkel.
Sandy van Ginkel (né Harmen Peter Daniel van Ginkel le 10 février 1920 à Amsterdam et mort le 5 juillet 2009 à Toronto) est un architecte et un urbaniste néerlandais. Lui et sa femme, Blanche Lemco-van Ginkel, tiennent un bureau multidisciplinaire à Montréal (en architecture et en urbanisme, entre autres). Il est surtout connu en tant que planificateur principal de l'Exposition universelle de 1967 et pour ses gestes, dans les années 1950, destinés à préserver le patrimoine architectural du Vieux-Montréal.

## Biographie
Sandy van Ginkel est né à Amsterdam en 1920. Il est diplômé en architecture et en sociologie d'Universités des Pays-Bas. Avant d'ouvrir son agence d'architecture à Amsterdam, il travaille en Suède et en Irlande.
En contact avec Team X, un groupe qui s'oppose aux conceptions rationalistes et technicistes de l'Europe après la Seconde Guerre mondiale, il rédige pour le compte de Team X le brouillon du manifeste Doorn.
Blanche Lemco entre en contact avec Van Ginkel lorsqu'elle effectue un stage auprès de Le Corbusier. En 1957, Van Ginkel épouse Lemco. Cette dernière le convainc d'ouvrir un bureau à Montréal, où ils déménagent.
Ce bureau produit un plan pour le Vieux-Montréal (1960-1961), une étude du port de Montréal (1958-1959), un plan de circulation de la zone centrale (1960-1961) et une étude pour la planification et la conception de l'Exposition universelle de 1967 (1962-1967). Il en devient d'ailleurs le principal planificateur, sous la première administration (1963-1964).
Van Ginkel convainc les responsables de l'exposition universelle de construire Habitat 67 selon les plans de l'un de ses étudiants en maîtrise à l'Université McGill, Moshe Safdie.
Lemco déménage à Toronto en 1977 en même temps que Van Ginkel pour y enseigner l'architecture,. À ce moment, il se concentre également sur la sculpture et présente ses œuvres lors de différents évènements.
Van Ginkel est le père de trois enfants.
Selon Kelly Crossman, un historien canadien de l'architecture, Ginkel est « l'un des premiers architectes qui a appliqué les conceptions modernes de l'urbanisme dans toutes ses formes, ».

## Distinctions
Van Ginkel est membre de l'Ordre du Canada depuis 2007.

### Citations originales
1. ↑  (en) « one of the first architects in Canada to have applied the principles of modern design and planning to the urban environment in all its forms »